# Сумо достало!
«Сумо достало!» (яп. シコふんじゃった, в зарубежном прокате — англ. Sumo Do, Sumo Don't) — комедия японского режиссёра Масаюки Суо, выпущенная в 1992 году, с Масахиро Мотоки, Мисой Симидзу и Наото Такэнака в главных ролях. Фильм получил положительные оценки критиков, высоко оценивших режиссуру Суо, сценарий и работу ведущих актёров, а также общее внимание к тематике сумо, которое не получило достаточного отражения в кинематографе. Картина также стала обладателем ряда наград, в том числе Премии Японской киноакадемии, «Голубой ленты», а также премию «Кинэма Дзюмпо».

## Сюжет
Сухэй Ямамото (Мотоки) заканчивает колледж, однако для того, чтобы получить диплом, его диссертацию должен подтвердить профессор Токити Анаяма (Эмото). Поскольку его преподаватель является бывшим борцом сумо, то он оказывает поддержку команде колледжа по сумо, и поэтому предлагает Сухэю компромисс: он присоединится к команде и будет усердно работать для неё, а профессор, в свою очередь, поможет ему успешно закончить обучение. Добрав в состав команды ещё нескольких «добровольцев», выясняется, что в сравнении с другими командами Сухэй и его товарищи — главные аутсайдеры, которым необходимо преодолеть свои комплексы и приступить к усиленным тренировкам. В результате, поначалу команда не показывает практически никаких результатов, но потом, укрепив командный дух, ученики во главе с Сухэем устремляются к победе.

## В ролях
| Актёр           | Роль                    |
| --------------- | ----------------------- |
| Масахиро Мотоки | Сухэй Ямамото           |
| Миса Симидзу    | Нацуко Кавасима         |
| Наото Такэнака  | Аоки Томио              |
| Акира Эмото     | Профессор Токити Анаяма |
| Каори Мидзусима | Тиэ Асаи                |
| Хиромаса Тагути | Хосаку Таканака         |
| Роберт Хоффман  | Джордж Смайли           |
| Масаки Такарай  | Харуо Ямамото           |
| Рицуко Умэмото  | Масако Мамиа            |
| Масару Мацуда   | Тацуо Хорино            |

## Приём

### Критика
Фильм получил положительные оценки критиков. Обозреватели высоко оценили комедийный сценарий и режиссёрскую работу Масаюки Суо, а также актёрскую игру Масахиры Мотоки и Мисы Симидзу. Рецензент ресурса Far East Films среди достоинств фильма выделил баланс между типажами персонажей, а также умение Суо «находить комичное в обыденном».
К недостаткам же картины критики относили недостаточное внимание к сумо, особенности и традиции которого не получили глубокого раскрытия. При этом, однако, в ретроспективных обзорах фильм часто упоминался как один из главных фильмов о сумо наравне с «Вака но хана моногатари дохё но они» режиссёра Кэндзиро Моринаги.

### Прокат
Значительный успех «Сумо достало!» в Японии способствовал тому, что фильм был переведен на английский и был показан за рубежом. Дистрибуцией картины занимались компании Miramax (США), 21st Century Pictures (Австралия), Daiei International Films.

## Награда и номинации
| Премия                       | Год  | Категория                                   | Результат |
| ---------------------------- | ---- | ------------------------------------------- | --------- |
| Премия Японской киноакадемии | 1993 | Лучший фильм                                | Победа    |
| Премия Японской киноакадемии | 1993 | Лучший актёр (Масахиро Мотоки)              | Победа    |
| Премия Японской киноакадемии | 1993 | Лучший актёр второго плана (Наото Такенака) | Победа    |
| Премия Японской киноакадемии | 1993 | Лучший режиссёр (Масаюки Суо)               | Победа    |
| Премия Японской киноакадемии | 1993 | Лучший сценарий (Масаюки Суо)               | Победа    |
| Премия Японской киноакадемии | 1993 | Лучший актриса второго плана (Миса Симидзу) | Победа    |
| Премия Японской киноакадемии | 1993 | Лучший сценарий (Масаюки Суо)               | Номинация |
| Премия Японской киноакадемии | 1993 | Лучший монтаж (Дзунити Кикути)              | Номинация |
| «Голубая лента»              | 1993 | Лучший фильм                                | Победа    |
| «Голубая лента»              | 1993 | Лучший режиссёр (Масаюки Суо)               | Победа    |
| «Голубая лента»              | 1993 | Лучший актёр (Масахиро Мотоки)              | Победа    |
| Премия «Кинэма Дзюмпо»       | 1993 | Лучший фильм                                | Победа    |
| Премия «Кинэма Дзюмпо»       | 1993 | Лучший режиссёр (Масаюки Суо)               | Победа    |
| Премия «Кинэма Дзюмпо»       | 1993 | Лучший фильм (выбор читателей)              | Победа    |
| Кинофестиваль в Иокогаме     | 1993 | Лучший фильм                                | Победа    |
| Кинофестиваль в Иокогаме     | 1993 | Лучший актёр (Масахиро Мотоки)              | Победа    |
| Кинофестиваль в Иокогаме     | 1993 | Лучший актриса второго плана (Миса Симидзу) | Победа    |
| Кинофестиваль в Иокогаме     | 1993 | Лучший режиссёр (Масаюки Суо)               | Победа    |
| Кинофестиваль в Иокогаме     | 1993 | Лучший сценарий (Масаюки Суо)               | Победа    |

## Комментарии
1. ↑  Вака но хана моногатари дохё но они (яп. 若ノ花物語 土俵の鬼)